# Frontier City
Koordinaten: 35° 35′ 5″ N, 97° 36′ 28″ W
Frontier City ist ein amerikanischer Freizeit- und Themenpark der bekannten Freizeitparkgruppe Six Flags. Der Park befindet sich in Oklahoma City (Oklahoma), und wurde 1958 eröffnet.

## Geschichte

### Burge/Williams-Ära (1958–1981)
Frontier City wurde 1958 an der Route 66 (heute Interstate 35) in Oklahoma City eröffnet. Der Park entstand aus der „Boomtown“-Ausstellung der Oklahoma Semi-Centennial Exposition von 1957 und war als Nachbildung einer Westernstadt der 1880er Jahre konzipiert. Zu den anfänglichen Attraktionen gehörten ein Spukhof, eine Minenbahn, Überfälle und Gefängnisse. Der Eintritt war zunächst kostenlos, jedoch kostete der Besuch der Schießereishows 25 Cent. Die Eröffnung erfolgte nicht mit einem traditionellen Banddurchschneiden, sondern mit einem Sechs-Schüsser, der ein Seil durchtrennte – eine Tradition, die bis heute besteht.
Gegründet wurde der Park von James Burge, einem ehemaligen Hollywood-Publizisten, und Jack Williams, einem wohlhabenden Geschäftsmann. Burge, inspiriert von Disneyland, sah in Oklahoma City den idealen Standort für einen Western-Themenpark. Nach dem Zweiten Weltkrieg kehrte er nach Oklahoma zurück und leitete das Komitee für die Semi-Centennial Exposition. Nach der Ausstellung erwarb er viele Gebäude und Requisiten von „Boom Town“ und entwickelte gemeinsam mit Williams den Park. Der Architekt Russell Pearson gestaltete die vier Straßenblöcke mit Marshall-Büro, Saloon, Bank, Postamt, Feuerwehr, Hotel und zahlreichen Ladenfassaden. Zu den Attraktionen zählten eine von Arrow Dynamics gebaute Eisenbahn, eine authentische Postkutschenfahrt, ein Eselsritt und ein Indoor-Dunkelride.
Der Park verzeichnete über eine Million Besucher jährlich, wobei die Zahl auf verkauften Zugtickets basierte. Er war bekannt für Live-Unterhaltung wie Schießereien, Indianertänze, Saloon-Shows und Zugüberfälle. Einnahmen wurden durch Konzessionsverpachtung erzielt. Burge verließ Frontier City 1961, Williams folgte 1975.

### Neues Management (1981–1987)
1981 kaufte die Tierco Group, ein Immobilienunternehmen, den Park mit der Absicht, ihn abzureißen und das Land zu entwickeln. Die Ölkrise in Oklahoma vereitelte diesen Plan, und Tierco begann, den Park zu betreiben. 1983 wurde ein Managementunternehmen eingestellt, und 1984 übernahm Gary Story die Leitung als General Manager, was zu Verbesserungen und einem Anstieg der Besucherzahlen führte.

### Tierco Group/Premier Parks/Six Flags-Ära (1987–2006)
1987 übernahm Tierco die direkte Kontrolle über den Betrieb. 1995 wurde Tierco in Premier Parks umbenannt, und 1998 kaufte Premier Parks die Six Flags-Kette für 1,9 Milliarden Dollar, wodurch Frontier City Teil des Six Flags-Portfolios wurde, jedoch seinen Namen behielt. 2006 kündigte Six Flags den Verkauf mehrerer Parks, darunter Frontier City, an und verlegte den Unternehmenssitz nach New York City und Grand Prairie, Texas.

### CNL Properties und PARC Management-Ära (2007–2010)
2007 verkaufte Six Flags Frontier City an PARC 7F-Operations, die den Park an CNL Income Properties weiterverkauften. PARC betrieb ihn unter einem Pachtvertrag. 2008 wurde zum 50-jährigen Jubiläum die Achterbahn „Steel Lasso“ hinzugefügt. 2010 kündigte CNL den Pachtvertrag mit PARC wegen Zahlungsausfällen.

### Premier Parks, LLC-Ära (2011–2016)
2011 übernahm Premier Parks, LLC die Verwaltung. In den Jahren 2012–2016 kamen Attraktionen wie „Wild West Water Works“ (2012), „Winged Warrior“ (2014), „Brain Drain“ (2015) und „The Gunslinger“ (2016) hinzu.

### EPR Properties/Premier Parks-Ära (2016–2018)
2016 kaufte EPR Properties den Park, während Premier Parks die Verwaltung fortsetzte. 2017 wurden die Wasserrutsche „Gully Washer“ und eine überholte „Wildcat“-Achterbahn eingeführt.

### EPR Properties/Six Flags-Ära (2018–heute)
2018 erwarb Six Flags die Betriebsrechte, während EPR Properties Eigentümer blieb. 2020 schloss der Park wegen der COVID-19-Pandemie vorübergehend, öffnete jedoch als erster Six Flags-Park im Juni wieder.

## Fahrgeschäfte und Attraktionen

### Achterbahnen
| Name                 | Eröffnung | Hersteller                        | Typ                                   | Beschreibung |
| -------------------- | --------- | --------------------------------- | ------------------------------------- | --- |
| Diamond Back         | 1993      | Arrow Dynamics                    | Shuttle Loop, Launched Coaster        | Von Six Flags Great Adventure nach Frontier City im Jahr 1993 umgezogen.                                                                       |
| Frankie’s Mine Train | 2019      | Zamperla                          | Familienachterbahn                    | Eingeführt für den neuesten Bereich des Parks, "Timber Town".                                                                                  |
| Silver Bullet        | 1986      | Schwarzkopf                       | Stahlachterbahn mit Inversion         | Zuvor bis 1985 im Jolly Roger Amusement Park.                                                                                                  |
| Steel Lasso          | 2008      | Vekoma                            | Suspended Coaster, Familienachterbahn | Eröffnet im Jahr 2008 zum 50. Jubiläum des Parks.                                                                                              |
| Wildcat              | 1991      | National Amusement Device Company | Holzachterbahn, Hybrid Coaster        | Vom Fairyland Park nach Frontier City im Jahr 1991 umgezogen. Wildcat wurde mehrfach umgebaut, aber behielt das originale Out-and-Back-Layout. |

### Thrill Rides
| Name            | Eröffnung | Hersteller           | Typ            | Beschreibung                             |
| --------------- | --------- | -------------------- | -------------- | ---------------------------------------- |
| Gunslinger      | 2016      | Zamperla             | Power Surge    |                                          |
| Rolling Thunder | 2015      | Larson International | 22m Super Loop | Vorheriger Name: Brain Drain (2015–2022) |
| Soaring Eagle   | 2018      | Soaring Eagle        | Zipline        |                                          |

## Ehemalige Achterbahnen
| Name                                                                           | Typ                              | Hersteller                | Eröffnung      | Schließung             | Verbleib |
| ------------------------------------------------------------------------------ | -------------------------------- | ------------------------- | -------------- | ---------------------- | --- |
| Excalibur                                                                      | Minenachterbahn                  | Arrow Dynamics            | nie eröffnet   | nie eröffnet           | Die Bahn kam von Six Flags AstroWorld, wurde aber nie in Frontier City aufgebaut. Die Züge wurden nach Six Flags Over Texas verlegt, die Bahn selbst verschrottet. |
| Flitzer                                                                        | Stahlachterbahn ohne Inversionen | Zierer                    | 1974           | Mitte der 1970er Jahre | Wurde für eine oder zwei Saisonen gemietet. Verbleib ist unbekannt.                                                                                                |
| Mad Mouse                                                                      | Wilde Maus                       | Allan Herschell Company   | 1959           | die 1960er Jahre       | Unbekannt |
| Nightmare Mine Orange Blossom Special (1986 bis 1988) Screamer (1980 bis 1986) | Dunkelachterbahn                 | S.D.C.                    | 1980           | 1999 oder 2000         | Die Bahn wurde durch die identische zweite Nightmare Mine Achterbahn ersetzt. Einige Jahre später wurde sie zerlegt auf dem Betriebsgelände gesehen.               |
| Nightmare Mine                                                                 | Indoorachterbahn                 | S.D.C.                    | 1999 oder 2000 | 2000                   | Zuvor in Fun Junction (Grand Junction). Es ist unbekannt, wann genau die Bahn abgebaut wurde, spätestens aber 2016.                                                |
| Wild Kitty                                                                     | Kinderachterbahn (Little Dipper) | Allan Herschell Company   | 1991           | 2012                   | Abgerissen. |
| Wild Kitty                                                                     | Kinderachterbahn (Little Dipper) | Allan Herschell Company   | 2013           | 2018                   | Abgerissen. |
| Wild Mouse                                                                     | Wilde Maus                       | B. A. Schiff & Associates | nie eröffnet   | nie eröffnet           | Wurde in den 1970ern im Park gelagert. Der Holzrahmen war beschädigt und die Bahn wurde nie wieder eröffnet.                                                       |